# 항생제 오용
항생제 오용(抗生劑誤用, 영어: antibiotic misuse) 또는 항생제 남용(抗生劑濫用, 영어: antibiotic abuse 또는 antibiotic overuse)은 항생제를 잘못 사용하거나 지나치게 사용하는 것을 말하며, 항생제 오용은 공중 보건에 심각한 영향을 준다. 항생제 저항성 세균의 성장은 위협적이며, 흔해지고있다. 이러한 남용은 다제내성의 '슈퍼 박테리아'에 의한 생명을 위협하는 감염을 발생시키며, 상대적으로 해가 없는 세균에서도 발생한다. 항생제의 남용은 또한 환자들이 겪지 않을 수 있었던 항생제의 부작용이라는 위험에 처하게 하기도 한다.

## 같이 보기
- 항생제
- 항생제 내성